# Khungtaidschi Batur
Khungtaidschi Batur (eigentlich: Qotoqocin Erdeni Ba'atur Qungtayiji, kurz auch Erdeni Batur; † 1653) (reg. 1634–1653) war ein Prinz (Tayiji, Taidschi o. ä.) des oiratischen Hauptstamms der Chorosen, der um 1640/3 das Dsungarische Khanat begründete. 

## Politik
Der Sohn Khara-Khulas war mit einer veränderten politischen Lage der Oiraten-Konföderation konfrontiert. Die oiratischen Torguten unter Khu Urluk waren an den Ural-Fluss gezogen und die oiratischen Dürbeten waren ebenfalls abgewandert. Die Bedrohung durch die Khalka-Mongolen hatte nachgelassen, teils durch den gemeinsamen Erfolg Khara-Khulas und anderer Oiratenführer, teils durch den Aufstieg der Mandschu, denen sich die Mehrzahl der Mongolenführer unterordneten.
Khungtaidschi Batur strebte nun eine Neuformierung der Oiraten-Konföderation unter seiner Führung an und bemühte sich gleichzeitig, ein Gegengewicht zu den Mandschu zu schaffen. Er dominierte das Fürsten-Treffen am Imil-Fluss (in der Dschungarei) 1640, bei dem das Dsungarische Khanat gegründet wurde. Anwesend waren u. a. auch Khu Urluk von den Torguten mit seinen Söhnen Daichin und Elden und ebenso die Khalka-Mongolen, da der Chechen Khan Soloj (auch: Shului, 1577–1655) und der Tüsiyetü Khan Gombodorz (auch: Gömbodorji, 1594–1655) an einer gemeinsamen Politik gegen die Mandschu interessiert waren. Insgesamt waren es vierundvierzig Fürsten. Sie einigten sich u. a. auf ein gemeinsames Recht. Seit dieser Zeit bezeichnete sich Khungtaidschi Baturs Verband als Dschungaren, d. h. als linker Flügel (Jüün Ghar), möglicherweise weil sich die bisher zum linken Flügel gehörenden Mongolenstämme (u. a. die Chakhar) den Mandschu unterstellt hatten und dieser Bezeichnung nicht mehr würdig waren. Der Zusammenhalt war aber nicht von Dauer: Khundelen Tayiji (gest. 1648) von den Khoshuud und Dayan Ombo Tayiji von den Dürbeten wollten sich nicht unterordnen und zogen einige Jahre später bis zum Oberlauf des Ural-Flusses, um einem befürchteten Angriff Khungtaidschi Baturs auszuweichen. Und auch die Khalka hatten letztlich kein Interesse daran, sich dem Nicht-Dschingisiden Khungtaidschi Batur unterzuordnen. 
Khungtaidschi Batur ließ sich 1636/38 mit Qubak-saryan eine Hauptstadt aus Stein erbauen, und zwar am Imil beim späteren Chuguchak (auch: Tarbagatai). Sie wurde in verschiedene Bezirke für die einzelnen Bevölkerungsgruppen geteilt und von einer 6 Meter hohen Mauer umgeben, beherbergte aber anfangs nur etwa 300 Menschen. Dazu kamen Befestigungen mit vier chinesischen Kanonen, ein Kloster und die Ansiedlung von Bauern zur Versorgung. Aber nach seinem Tod verfiel die Stadt. Der Fürst hielt sich darüber hinaus am Ili oder in der Region südwestlich von Kobdo auf. Als Ergänzung der nomadischen Lebensweise förderte er die Landwirtschaft und den Handel, z. B. mit den russischen Städten in Sibirien (Tobolsk, Tjumen, Tara, Tomsk).
Der Fürst war wie die meisten Oiratenfürsten ein Anhänger des Buddhismus. Den Titel Khungtaidschi war ihm vom Dalai Lama verliehen worden, da er um 1638 zusammen mit Gushri Khan von den Khoshuud die Gelbe Kirche unterstützte.
In westlicher Richtung ging Khungtaidschi Batur gegen die Kasachen vor. Gleich bei seinem ersten Feldzug 1635 konnte er Jahangir, den Sohn des Khans Ischim (Yesim, reg. 1598–1628/35) gefangen nehmen, der aber irgendwie entkam. 1643/44 wurde Jahangir (mglw. noch mit Hilfe der Khoshuud-Führer Ablai Tayiji und Uchirtu Secen) erneut angegriffen und verlor zwei Stämme an die Dschungaren. Aber er revanchierte sich mit einem plötzlichen Überfall, bei dem 600 teils mit Feuerwaffen ausgerüstete Kasachen ein Fünftel von Khungtaidschi Baturs Armee vernichteten. Da er die mangelnde Unterstützung durch die Khoshuud 1643/44 als Verrat empfand, schmiedete Khungtaidschi Batur Pläne gegen diese, was bekannt wurde, den Abfall von Khundelen- und Ablay Tayiji zur Folge hatte und eine Wiederholung des Angriffs auf die Kasachen offensichtlich verhinderte. Ablay suchte gegen Khungtaidschi Batur sogar Rückhalt bei Moskau, das ihm eine Abteilung Musketiere versprach.
Khungtaidschi Batur erhob um 1640 auch parallel zu den Russen Tribut bei den Kirgisen am Jenissej.